# Nyarafolo
Das Nyarafolo (Eigenbezeichnung Niafolo) ist eine Sprache aus einem Cluster von Sprachen, die Senari genannt werden.
Sie zählt zur Sprachgruppe der Senufo-Sprachen und wird in der Elfenbeinküste gesprochen.
Fast alle Sprecher sind zweisprachig mit dem Französischen, da nur Französisch und nicht Nyarafolo in den Schulen der Elfenbeinküste gelehrt werden.